# Mortugaba
Mortugaba is een gemeente in de Braziliaanse deelstaat Bahia. De gemeente telt 14.692 inwoners (schatting 2009).

## Aangrenzende gemeenten
De gemeente grenst aan Condeúba, Jacaraci, Espinosa (MG) en Montezuma (MG).